# Tereșkî, Nedrîhailiv
Tereșkî (în ucraineană Терешки) este un sat în comuna Zasullea din raionul Nedrîhailiv, regiunea Sumî, Ucraina.

## Demografie
Componența lingvistică a localității Tereșkî
     Ucraineană (97,53%)
     Rusă (2,47%)
Conform recensământului din 2001, majoritatea populației localității Tereșkî era vorbitoare de ucraineană (97,53%), existând în minoritate și vorbitori de rusă (2,47%).